# 马萨诸塞自由宪章
《马萨诸塞自由宪章》是欧洲殖民者在新英格兰制定的第一份（成文）法典。这些法律由清教徒教士纳撒尼尔·沃德起草，由马萨诸塞州投资人大会于1641年制定。《宪章》首先确立投资人大会的专属权利，以立法和支配“权威的尊容”。
1684年，国王查理二世撤销了《自由宪章》，恢复了原殖民地法律。当国王詹姆斯二世建立马萨诸塞殖民地时，《自由宪章》生效 ，并一直有效——直到被1691年的殖民地宪章所取代。

## 宪章认可的权利
《权利法典》是美利坚最早保护个人权利的（法律）之一。 与许多当时的英国（法律方面）文献不同，《自由宪章》中以明确的文字提到了许多权利，而且对个人权利的支持力度也大得多。尽管有这些公民权利的赋予，投资人大会还可以修改这些权利。
在不同程度上，该文件包含了后来列入《权利法案》的权利。许多其他权利现在被认为是程序性正当程序（procedural due process）的基本组成内容，例如出庭得到通知和听证的权利。
《权利法案》中还包括言论自由、反抗无补偿收入之权利、保释权、陪审团审判权、反对酷刑和不寻常刑罚权以及反对双重危险的权利。
除此之外，《自由宪章》还包括其他个人权利，包括禁止除领土防卫外的强制征兵；禁止垄断，“我们之间不应授权或允许垄断，但对国家有利的新发明和短期内的新发明除外”；禁止遗产税；所有“房主”在公共土地上享有捕鱼和捕鸟的自由。
立法中的一些权利被明确地引用为源自圣经。《马萨诸塞自由宪章》确立的诸多权利依然存在于今天的英联邦国家的法律和实践中，有些则不存在。《自由宪章》第91条中非洲奴隶制的理由很可能是基于对圣经《新约》段落的解释，如《以弗所书》6:5和《提多书》2:9，自由仅限于高加索的北欧人，特别是新教基督徒。